# Kungarna av Tylösand
Kungarna av Tylösand var en svensk realityserie från 2010 som sändes på Kanal 5 med start 8 september 2010. Programmet följde ett antal unga människor som under ett par veckors tid sommaren 2010 fick bo gratis i ett hus i Tylösand där de också fick känna på partylivet i stan. Enda kravet var att de jobbade i en surfbutik ett antal timmar varje dag, annars kastades deltagaren ifråga ut ur serien och huset. Serien kan liknas med MTV-serien Jersey Shore. Serien har fått kritik för att den glamoriserar hårt festande, sex och alkohol.

## Deltagare
- Camilla Zettergren "Miss Cami"
- Rang Hawrami "Bi-skit"
- Nathalie Dreilick "DJ Nathalei"
- Joakim Lundell "Jockiboi"
- James Safari "Maskinen"
- Emelie Eriksson "Svampen"
- Nemo Hedén "Nemo"
- Erica Vainio "Lady Lapdance"[2]